# Dawn Fraser
Dawn Lorraine Fraser (født 3. september 1937) er en australsk svømmer og en Australiens mest markante kvindelige atleter. I sin karriere satte hun 28 verdensrekorder og vandt otte olympiske medaljer. Blandt andet var hun den første svømmer, der vandt guld i samme disciplin i tre olympiske lege i træk.

## Olympiske lege
Fraser deltog første gang i de olympiske lege i 1956 på hjemmebane i Melbourne. Hun stillede først op i 100 m fri, hvor hun i februar samme år som attenårig havde slået verdensrekorden fra 1936. Rekorden var blevet slået flere gange efterfølgende, blandt andet af Frasers landsmand, Lorraine Crapp, der havde rekorden ved indgangen til konkurrencen. I fraværet af hollænderen Cocki van Engelsdorp Gastelaars, der også havde haft rekorden, blev konkurrencen en australsk triumf. Fraser, Crapp og femtenårige Faith Leech vandt hver et indledende heat, og Fraser og Crapp vandt hver en semifinale med Leech som en af toerne, inden de tre satte sig på alle medaljerne i finalen med Fraser som vinder foran Crapp og Leech. Frasers tid, 1.02,0 minut, var 0,3 sekund bedre end Crapps og begge var under Crapps verdensrekord. Fraser forbedrede siden sin rekord to gange i 1958, og hun var indehaver af verdensrekorden frem til 1972.
Fraser svømmede også 400 m fri, hvor Crapp inden OL havde slået Ragnhild Hvegers rekord fra 1940, og de to australiere var også her blandt favoritterne. Begge vandt deres indledende heats i olympiske rekordtider, og i finalen forbedrede Crapp endnu engang rekorden, der derpå lød på 4.54,6 minutter, mens Fraser fik sølv med 5.02,5 foran amerikaneren Sylvia Ruuska i 5.07,1.
I 4×100 m fri stafet var australierne tårnhøje favoritter, og både Crapp og Fraser blev sparet i det indledende heat, som deres holdkammerater alligevel sejrede i. I finalen svømmede de tre medaljevindere fra den individuelle konkurrence sammen med Sandra Morgan, og de vandt den forventede sejr foran USA og Sydafrika. Dette skete, på trods af at Fraser som første svømmer kom dårligt fra start, idet hun syntes at have registreret en tyvstart, der ikke var der. Hun kom derfor sent af sted, men hun sikrede sig alligevel føringen, som de øvrige holdkammerater svømmede sikkert hjem. Australierne satte ovenikøbet ny verdensrekord i tiden 4.17,1 (trods Frasers uheldige start), og også amerikanerne var under verdensrekorden med 4.19,2.
Ved OL 1960 i Rom var hun igen en af de store favoritter og levede op til forventningerne med yderligere tre medaljer. I favoritdisciplinen 100 m fri vandt hun da også ubesværet sit indledende heat og semifinalen lige som sin nye konkurrent, amerikaneren Chris von Saltza. I finalen var der ingen tvivl: Fraser vandt sikkert og satte samtidig ny olympisk rekord med tiden 1.01,2, mens von Saltza fik sølv i tiden 1.02,8 og briten Natalie Steward bronze i 1.03,1.
Von Saltza fik revanche i 400 m fri, hvor hun vandt guld, mens Fraser fik sit dårligste resultat med en femteplads, og skønt hun var tilmeldt svømmede Fraser ikke 100 m butterfly. Fraser stillede op i de to stafetløb, hvor Australien i både 4×100 m fri og 4×100 m medley vandt sølv efter amerikanerne.
I perioden mellem OL i Rom og OL 1964 i Tokyo blev Fraser den første kvinde til at svømme 100 m fri under et minut, da hun i 1962 svømmede på 59,9 og senere forbedrede sin verdensrekord til 58,9. Imidlertid havde hun været involveret i en bilulykke, hvor hun brækkede en ryghvirvel, som sendte hende i fuldkropsgips i seks uger, og selvom hun var kommet sig, var der tvivl, om hun kunne vinde sin tredje olympiske guldmedalje. Denne gang var hendes største konkurrent den blot femtenårige amerikaner, Sharon Stouder, og både hun og Fraser vandt deres indledende og semifinaleheats, Fraser i begge tilfælde i ny olympisk rekord. I finalen førte Fraser med en halv meter ved vendingen, men Stouder hentede hende ved 70 meter. Imidlertid satte Fraser en stærk spurt ind, så hun nåede i mål i 59,5 sekunder, ny olympisk rekord og 0,4 sekund foran Stouder, der fik sølv, mens amerikaneren Kathy Ellis fik bronze med tiden 1.00,8.
I 400 m fri blev Fraser nummer fire efter tre amerikanere, men kun 0,4 sekund fra tredjepladsen. Hun var med i de to stafetløb, hvor Australien blev nummer ni og sidst i 4×100 m medley. I 4×100 m fri var Australien bedst i de indledende heats, hvor både USA og Australien dog sparede nogle af deres bedste svømmere (heriblandt Fraser), men i finalen stillede begge nationer i stærkeste opstilling, og her var amerikanerne igen hurtigst og satte verdensrekord med 4.03,8, og skønt Fraser svømmede en hurtigste tid af alle, forsvarede amerikanerne dermed deres guld fra 1960, mens australierne med tiden 4.06,9 vandt sølv foran hollænderne i 4.12,0. Hun var australsk flagbærer ved afslutningsceremonien under legene.
Under legene i 1964 skabte hun nogle kontroverser. Hendes brud mod reglerne var, at hun marcherede under åbningsceremonien mod det australske svømmeforbunds ønsker, samt at hun protesterede mod forbundets samarbejde med en sponsor, der betød, at svømmerne skulle bruge en bestemt svømmedragt. Fraser protesterede mod det ved at bruge sin sædvanlige, ældre svømmedragt. Endelig var der en episode, hvor en gruppe australske sportsfolk tog et par af de officielle flag, der var opstillet i anledning af OL, men skønt Fraser indrømmede at have været med, har hun altid nægtet selv at have taget flagene. Disse kontroverser betød, at hun af svømmeforbundet blev udelukket fra svømning i ti år, en straf der senere blev nedsat til fire, men betød, at hun ikke kunne blive klar til at deltage i OL 1968.
Ved OL 2000 var Dawn Fraser en af de seks personer, der bar den olympiske flamme det sidste stykke på stadion, inden Cathy Freeman tændte ilden. I 1980 modtog hun den Olympiske Orden i bronze, i 2016 i sølv.